# Mäckersee
Der Mäckersee ist ein kleiner See von rd. 400 m Länge und einer Breite bis 250 m in Eberswalde im Landkreis Barnim (Brandenburg) südlich des Oder-Havel-Kanals. Dessen Scheitelhaltung kann mithilfe einer Anlage mit Hottopschen Heber  in den Mäckersee entwässert werden. Das Wasser fließt im Süden weiter durch einen 1,1 km langen Kanal, den Mäckerseekanal, in den  Finowkanal und weiter in die Oder. Der See zählt zu den sog. sonstigen Binnenwasserstraßen des Bundes; zuständig ist das Wasserstraßen- und Schifffahrtsamt Oder-Havel.
Umgeben ist der See ausschließlich von Wald. Am Ufer befindet sich eine Forellenzuchtanlage. Erreichbar ist er nur auf Waldwegen, die für PKW zugelassen sind.
Der See ist ein beliebtes Naherholungsziel, insbesondere für die umliegenden Kleingartenbesitzer.
Im schriftlichen Erstbeleg von 1509 heißt es „dem Sehe, die Mocker genannt“. In späteren Nennungen wird der See unter anderem Mackern (1598), die Macker (1644) und die Mäker See (1840) genannt. Der Name könnte sich von altpolabisch *mokr- mit der Bedeutung „nass, feucht“ ableiten.